# Chip en placa

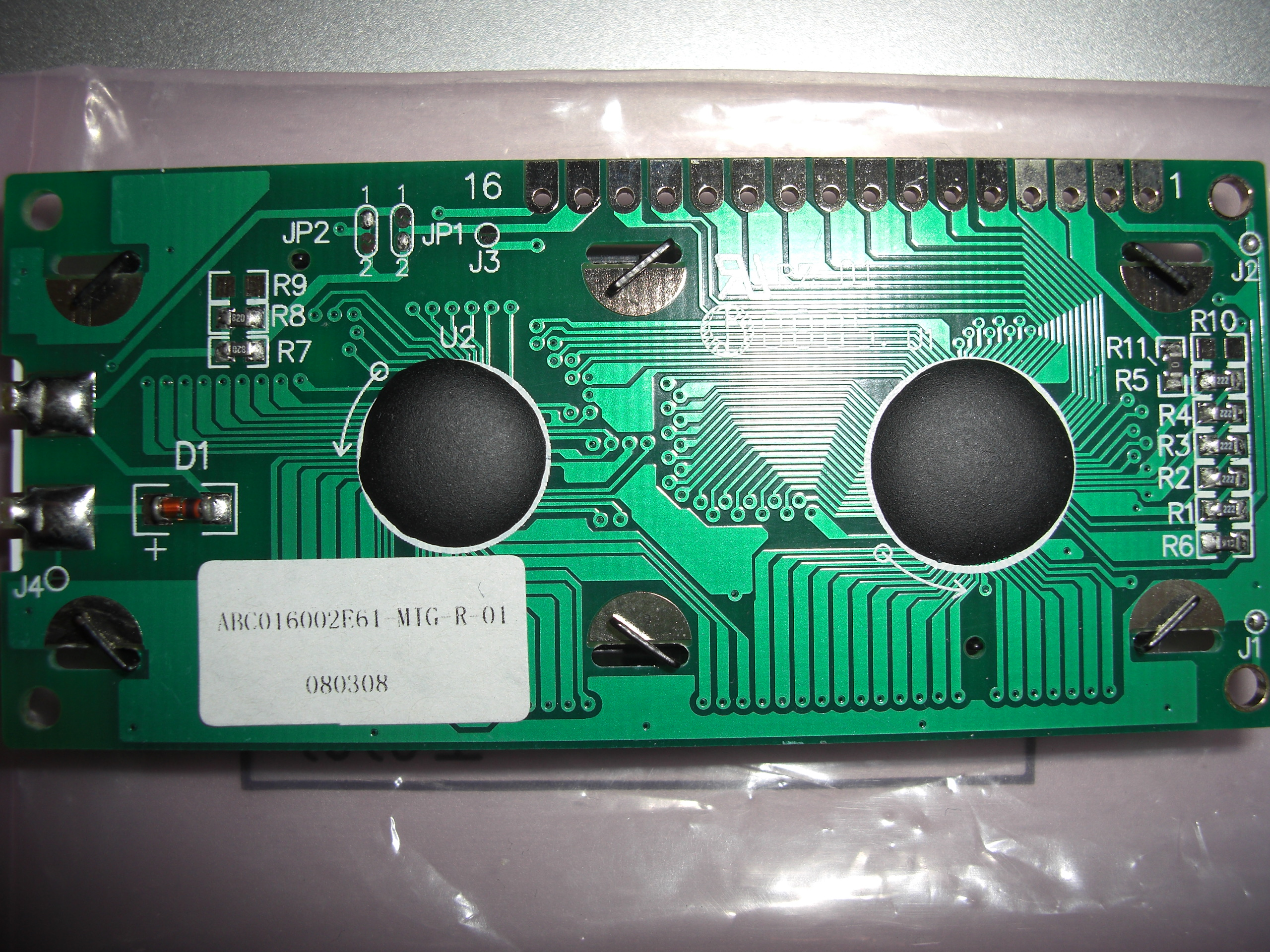
Ejemplo de tecnología chip en placa.

Un chip en placa (en inglés chip on board, cuya sigla es COB) es un método de fabricación de circuitos integrados los cuales son unidos con pistas directamente en una placa de circuito impreso. Al eliminar el empaquetado individual de los semiconductores, el producto final puede ser más compacto, ligero y más barato de producir. En algunos casos la fabricación de chip en placa mejora el funcionamiento de los sistemas de radiofrecuencia al reducir la inductancia y capacitancia del cableado de los circuitos integrados. El sistema de chip en placa fusiona dos niveles de empaquetado de electrónica, el nivel 1 (componentes) y el nivel 2 (placas de circuito impreso), y pueden ser mencionadas como de nivel 1.5.

## Uso del led COB
Esta técnica se usa para el encapsulado led juntando muchos ledes en una resina semirrígida. Este tipo de encapsulado de led permite conseguir ángulos de apertura de hasta 120°. Además, al ser un solo encapsulado, la disipación del calor del led es mucho mayor, lo que hace que mejore su intensidad lumínica y durabilidad.
Este tipo de encapsulado se utilizó inicialmente en focos proyectores, ya que con un solo led se consigue mucha iluminación sin necesidad de mucha potencia. Gracias a la evolución de los productos led se pueden encontrar bombillas que presentan este tipo de ledes.